# Tholey
Tholey és un municipi del districte de Sankt Wendel a l'estat federat alemany de Saarland. Està situat aproximadament a 10 km a l'oest de Sankt Wendel, i a 30 km al nord de Saarbrücken.

## Nuclis
- Bergweiler
- Hasborn-Dautweiler
- Lindscheid
- Neipel
- Scheuern
- otzweiler
- Theley
- Tholey
- Überroth-Niederhofen